# Lhota pod Hořičkami
Lhota pod Hořičkami (niem. Lhota unter Horschitzka) – wieś w Czechach Wschodnich w rejonie Przedgórza Karkonoskiego leżąca pod gminą Hořičky w pobliżu Potoku Válovickiego.

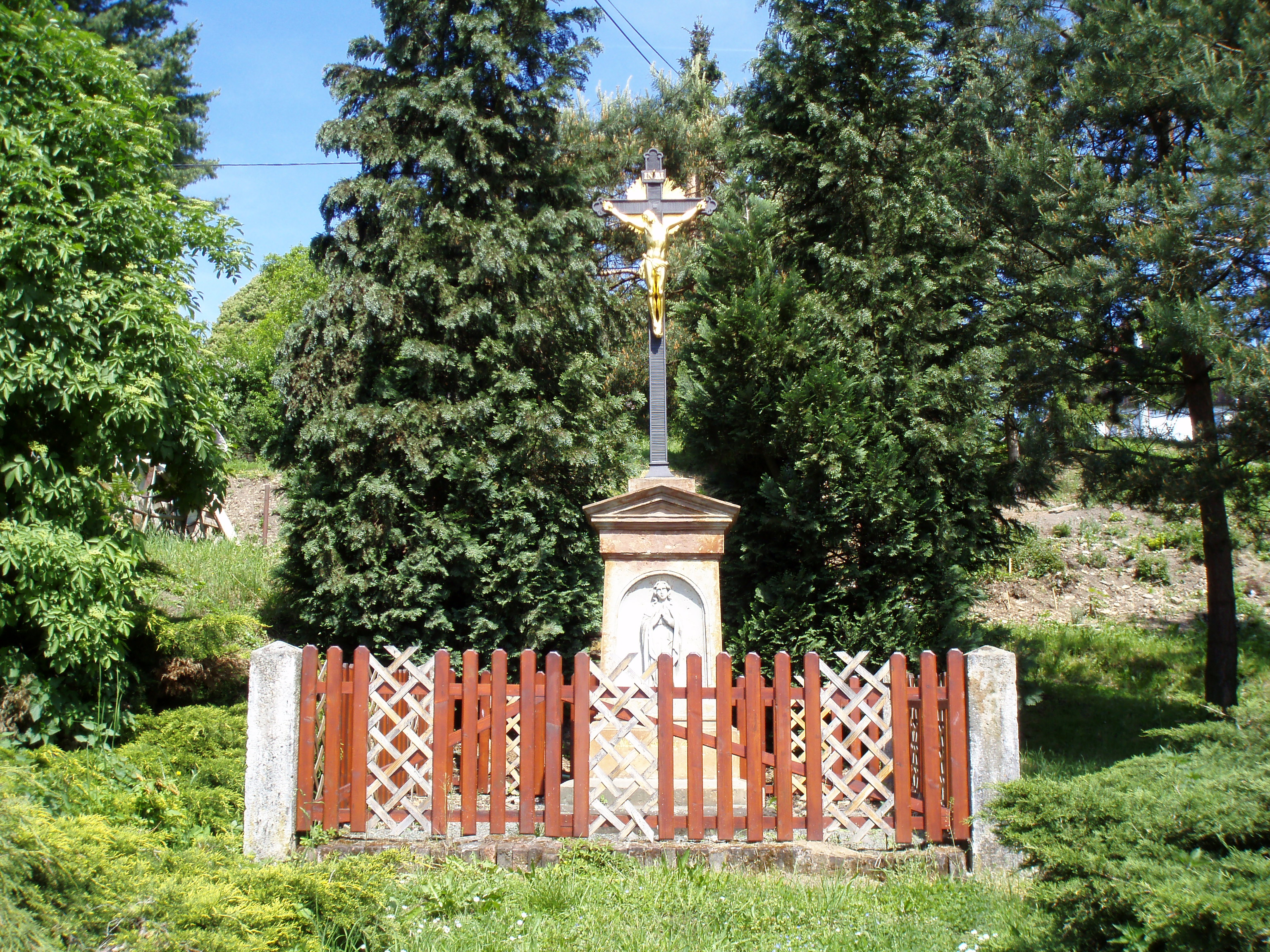
Krzyż w Lhocie pod Hořičkami

## Geografia i przyroda

### Położenie
Gmina jest położona na obszarze Podgórza Karkonoskiego na wysokości około 319 m n.p.m. Jej sąsiadami są takie gminy jak: Hořičky, Litoboř, Slatina nad Úpou, Žernov, Vestec oraz Chvalkovice i jej współrzędne geograficzne to 50° 25 'szerokości geograficznej północnej i 16° 00' długości geograficznej wschodniej.
Miejscowe nazwy na terenie gminy
| Grupy nazw | Nazwy                                                 |
| Lasy       | U Dlouhé vody - U hostinky - Úlehliny                 |
| Pola, łąki | Na pustinách - Pod pasekou - U Borovice - V končinách |
| Wzgórza    | Dlouhá Voda - Hostinka - Nouzín - Újezdec - Větrník   |

### Hydrologia
Pod względem hydrograficznym gmina położona jest w całości na terenie dorzecza Úpy. W gminie brak jest znaczących cieków wodnych. Najważniejszym ciekiem jest tylko Válovický potok, który stanowi naturalną granicę pomiędzy gminą i Chvalkovicami. Na terenie gminy nie ma dużych powierzchniowo wód stojących takich jak jeziora czy duże zbiorniki wodne, tylko tutaj są małe zbiorniky sztuczne w przypadku pożaru.

## Demografia

### Liczba ludności
| Rok                                                  | 1869    | 1880    | 1890    | 1900    | 1910    | 1921    | 1930    | 1950    | 1961    | 1970    | 1980    | 1991    | 2001    |
| ---------------------------------------------------- | ------- | ------- | ------- | ------- | ------- | ------- | ------- | ------- | ------- | ------- | ------- | ------- | ------- |
| Liczba ludności (cała gmina/miejscowość bez sołectw) | 978/388 | 862/338 | 763/306 | 746/283 | 711/280 | 633/261 | 588/229 | 440/193 | 363/146 | 326/136 | 275/118 | 222/114 | 246/130 |

Źródło: Czeski Urząd Statystyczny

### Struktura ludności w 2001 r. według narodowości
| Narodowość | Razem | Czeska | Morawska | Słowacka | Polska | Niemiecka | Ukrajińska |
| ---------- | ----- | ------ | -------- | -------- | ------ | --------- | ---------- |
| Počet      | 246   | 236    | 1        | 1        | 1      | 0         | 2          |

Źródło: Czeski Urząd Statystyczny

### Struktura ludności w 2001 r. według religii
| Wyznanie | Razem wyznawców | Kościół katolicki | Czechosłowacki Kościół Husycki | Ewangelicki Kościół Czeskobraterski | Kościół prawosławny |
| -------- | --------------- | ----------------- | ------------------------------ | ----------------------------------- | ------------------- |
| Počet    | 108             | 78                | 19                             | 2                                   | 1                   |

Źródło: Czeski Urząd Statystyczny

### Liczba domów
| Rok                                               | 1869   | 1880   | 1890   | 1900   | 1910   | 1921   | 1930   | 1950   | 1961    | 1970   | 1980   | 1991   | 2001   |
| ------------------------------------------------- | ------ | ------ | ------ | ------ | ------ | ------ | ------ | ------ | ------- | ------ | ------ | ------ | ------ |
| Liczba domów (cała gmina/miejscowość bez sołectw) | 153/63 | 155/64 | 154/66 | 152/64 | 151/62 | 154/64 | 158/64 | 157/63 | 134/134 | 126/57 | 104/45 | 148/66 | 146/65 |

Źródło: Czeski Urząd Statystyczny

## Historia
Gmina została założona w pierwszej połowie XIII w., ale pierwsza pisemna wzmianka o niej pochodzi z 1405 r. Od początku XV w. należała do zamku Vízmburk.

## Osoby związane z wsią
- František Bílek (21 listopada 1873 Světlá - ?) - ksiądz rzymskokatolicki
- Karel Hadrava (23 lutego 1798 Světlá - ?) - ksiądz rzymskokatolicki
- František Morávek (1811 Lhota pod Hořičkami - ?) - nauczyciel

## Zabytki
- Drewniana dzwonniczka w Světlej z 1764 r.
- Kamienna dzwonniczka w Újezdcu
- Mała architektura sakralna